# 大亞羅沃耶湖

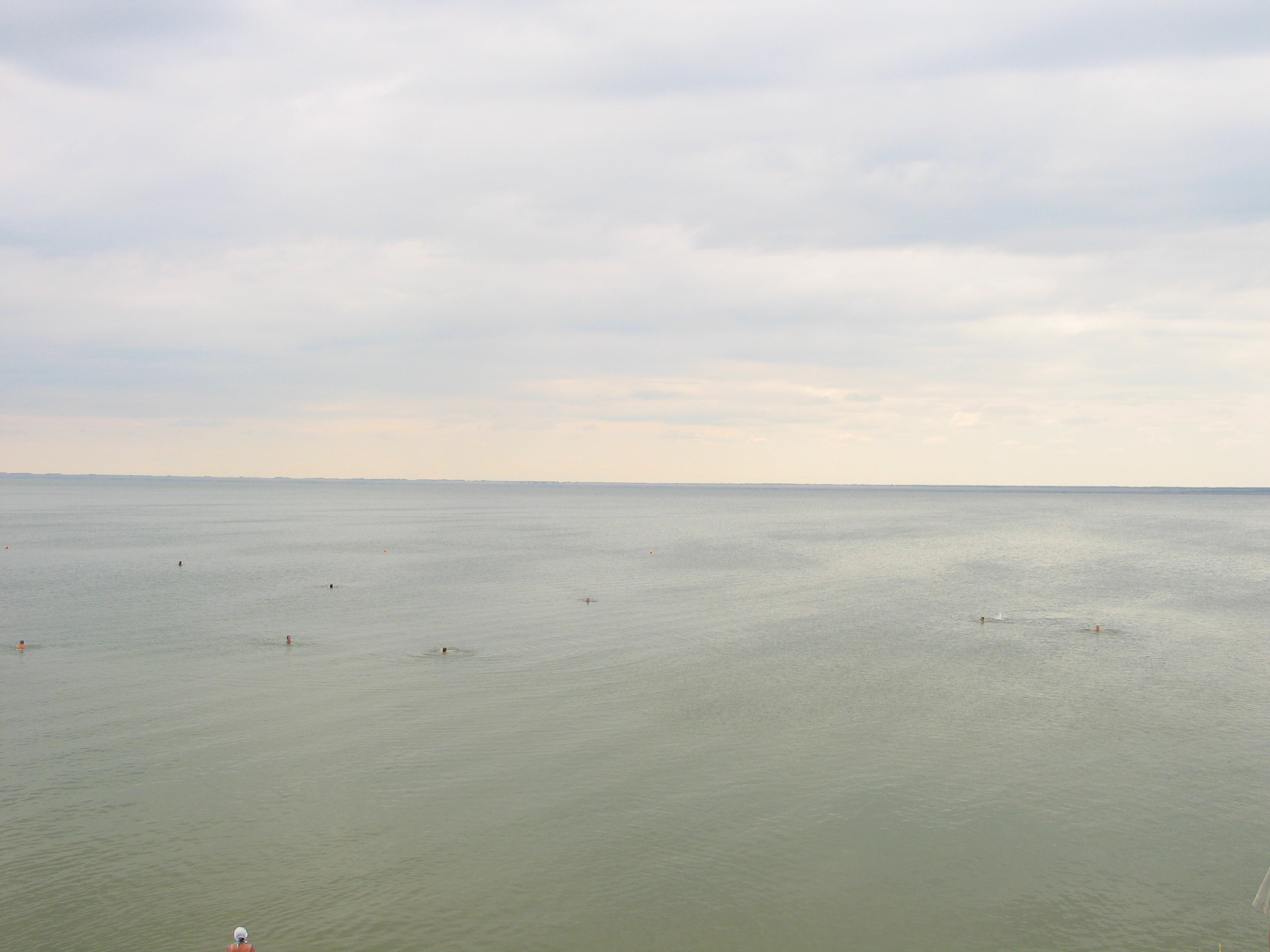

52°52′11″N 78°36′45″E / 52.86972°N 78.61250°E
大亞羅沃耶湖（俄语：Большое Яровое），是俄羅斯的鹹水湖，位於該國南部，由阿爾泰邊疆區負責管轄，處於庫倫達平原西部，長11.5公里、寬8.4公里，面積53平方公里，海拔高度80米，平均水深4.4米，最大水深8米。